# جاده ای۱۷۹
جاده ای۱۷۹ (انگلیسی: A179 road) یکی از جاده‌های کشور انگلستان است.
این جاده از روستا شراتون شروع و در شهرک هارتل‌پول به پایان می‌رسد، طول این جاده ۸.۷ کیلومتر است.